# Panusupan (Rembang)
Panusupan is een bestuurslaag in het regentschap Purbalingga van de provincie Midden-Java, Indonesië. Panusupan telt 6837 inwoners (volkstelling 2010).